# Kasteel van Hassonville
Het Kasteel van Hassonville, (fr: Château d'Hassonville), is een kasteel nabij Marche-en-Famenne in de provincie Luxemburg in België. Het kasteel stamt uit de 17e eeuw.

## Geschiedenis
De bouw werd door Lodewijk de 14de aan Messire de la Veranderie, de gouverneur van Marche-en-Famenne, in opdracht gegeven, toen de zonnekoning na zijn poging de Lage Landen te veroveren de huidige provincie Luxemburg in zijn bezit kreeg. De koning heeft het kasteel, dat als jachtslot bedoeld was, evenwel nooit zelf bewoond. De oorspronkelijke tuin werd aangelegd door een leerling van Le Notre, de ontwerper van de tuinen van Versailles.
In 1911 werd baron Ferdinand Drion du Chapois, zoon van baron Adolphe Drion du Chapois, eigenaar van het kasteel.
In 1986 kwam het kasteel in bezit van de familie Rodrigues, die het geheel renoveerde.

## Architectuur en omgeving
Het complex is vrijwel uitsluitend gebouwd met natuursteen, waarbij voor de muren de lokale grijze kalksteen gebruikt werd. De bouwstijl benadrukt eenvoudige lijnen. Ietwat afwijkend zijn de gevels aan de zuid- en oostzijde van het hoogste deel, die duidelijk de vormen van de toenmalige barokarchitectuur tonen. Het kasteel ligt aan de westkant van een groot park met loofbos, dat deel uitmaakt van een 55 hectare groot landgoed. Centraal ligt in het park een tuin in Engelse landschapsstijl.

## Gebruik
Het hoofdcomplex dient heden ten dage als restaurant en hotel. De westvleugel heeft een agrarische bestemming.